# Борятино (Вологодская область)
Борятино — деревня в Шекснинском районе Вологодской области.
Входит в состав сельского поселения Любомировского, с точки зрения административно-территориального деления — в Любомировский сельсовет.
Расстояние по автодороге до районного центра Шексны — 37 км, до центра муниципального образования Любомирово — 5,5 км. Ближайшие населённые пункты — Сухоломово, Павликово, Кулдино, Ходырево, Нижняя Горка.
По переписи 2002 года население — 4 человека.